# Glenwood, Iowa
Glenwood är en stad (city) i Mills County, i delstaten Iowa, USA. Enligt United States Census Bureau har staden en folkmängd på 5 248 invånare (2011) och en landarea på 7,6 km². Glenwood är huvudort i Mills County.